# Bjリーグ合同トライアウト
bjリーグ合同トライアウトは、株式会社日本プロバスケットボールリーグが主催する、入団希望者を対象とするトライアウトである。

## 概要
原則としてこの合同トライアウトに参加した者のみ、bjリーグと選手契約を結ぶことができる（例外あり）。日本国籍、または日本在住の外国籍であり（日本在住でない外国人も参加可能であるが、ドラフト対象にはならない）、16歳以上でプロ契約希望なら受験可能。日本バスケットボールリーグ（JBL）及び日本バスケットボールリーグ2部機構（JBL2）所属選手はトライアウト参加に先立ち移籍選手リストまたは引退選手リストに公示される必要がある。

### 一次選考
12月～1月頃（2005-2006は2月）に行われる。
2006-2007の一次選考は船橋市運動公園体育館で開催されたが、2007-2008は大阪NKS-405と福岡東平尾公園アクシオン福岡も加えた3ヶ所で開催された。2008-2009は千葉と福岡の2ヶ所、2009-2010は東京中央区総合スポーツセンターで開催。複数会場での受験も可能であるが、その都度受験料が必要になる。
体力テストとスキルテストにより合格者を決める。合格者は1月末の二次選考に進む。

### 二次選考
2007-2008より新設。1月末に東京スポーツ文化館「BumB」にて開催。
スキルテストとスクリメージにより合格者を決める。合格者は5月頃の最終選考に進む。また、二次選考（2006-2007は一次選考）参加選手はアーリーチャレンジ選手制度及び育成指定選手制度により前年度2月より短期間の選手登録が認められる。ただし、シーズン終了後はトライアウト該当シーズンのドラフト対象となる。

### 追加選考
2006-2007より新設。4月頃に東京スポーツ文化館「BumB」（2007-2008は東京中央区立総合スポーツセンター）で行われ、追加選考の合格者も最終選考へ進める。JBL・JBL2を初めとする社会人選手向けに設けられたとされる。
体力テスト及びスキルテストにより選考される。
なお追加選考については一次・二次選考を受けなかった者はもちろん、一度不合格となった者も受験可能である。

### 最終選考
5月に東京スポーツ文化館「BumB」で行われる。二次選考・追加選考合格者に加え、bjリーグまたはbjリーグ所属球団による推薦選手及び既存の所属選手も加えて行われる。
オールコートを使った5on5のスクリメージ中心に行い、選考される。
最終選考をクリアした者は、ドラフト会議で指名される資格を得られる（既存選手除く）。また、ドラフトされなかった選手についてもドラフト外入団が可能となるが、B契約となる。

### チームトライアウト
ドラフト会議後、球団によりチームトライアウトを行う場合がある。
一次・最終問わず合同トライアウトに参加した者であれば、チームトライアウトに参加してB契約を結ぶ権利が得られ、B契約に至らなくても練習生として契約する場合もある。
合同トライアウトに参加しなかった選手でもチームトライアウトに参加できるが、当該シーズンの選手契約はできない。
球団によっては下部組織に所属となる場合もある。

## 参加者
第2回及び第3回の一次選考は3会場で開催。
- 第1回（2005-06）：672名
- 第2回（2006-07）：一次選考350名、追加選考128名
- 第3回（2007-08）：一次選考361名、追加選考58名
- 第4回（2008-09）：一次選考208名、追加選考79名
- 第5回（2009-10）：一次選考180名、追加選考123名
- 第6回（2010-11）：一次選考189名、追加選考100名

## 例外
上記の通りbjリーグで選手登録されるには合同トライアウト参加が原則となっている。しかし、例外として以下のケースはトライアウトを通過しなくても選手登録が可能である。

### プロテクト
bj外のチームがbjリーグに新規参入する場合、そのチームとプロ契約を結んでいる選手に限り、トライアウトに参加せずプロテクトにより契約を交わす事が可能である。
該当選手として以下の者がいる。
| 年度 | 球団 | 選手       | 備考                                       |
| ---- | ---- | ---------- | ------------------------------------------ |
| 2005 | 新潟 | 長谷川誠   |                                            |
| 2005 | 新潟 | 小菅直人   |                                            |
| 2005 | 新潟 | 藤原隆充   |                                            |
| 2005 | 新潟 | 小川忠晴   |                                            |
| 2005 | 新潟 | 橋本伸広   |                                            |
| 2007 | 福岡 | 川面剛     | 福岡BBボーイズ所属。トライアウト自体は参加 |
| 2008 | 浜松 | 大口真洋   |                                            |
| 2008 | 浜松 | 堀田剛司   |                                            |
| 2008 | 浜松 | 太田敦也   |                                            |
| 2008 | 浜松 | 岡田慎吾   |                                            |
| 2008 | 浜松 | 鹿毛誠一郎 | アシスタントコーチより現役復帰             |
| 2008 | 浜松 | 陳海沫     |                                            |

### 交渉選手名簿登録[1]
2011-12シーズンより創設された制度。大学または高校を卒業見込みの者を対象としており、名簿登録されればトライアウトを経ることなく契約が可能となる。対象となるのは以下の通り。
1. 全日本大学バスケットボール連盟に登録されていて、かつ最終学年である者。
2. 全国高等学校体育連盟バスケットボール専門部に登録されていて、かつ最終学年である者。

各球団は1.および2.から1名ずつ登録が可能であるが、契約は1名まで。交渉状況に応じて、1.と2.を合わせて対象選手を2度まで変更ができる。
オールジャパン終了後から凍結期間前に契約が完了した場合は、アーリーエントリーの対象となる。

### その他特例
- 2010年にbjリーグ入りした石崎巧はトライアウトを受験していなかったが、日本協会に公認されて初めての現役日本代表ということもあり、コミッショナー裁定で「リーグ保有選手」扱いとして入札を行い、島根スサノオマジックと契約。ただし、契約は1年限定で、翌年はドラフト会議を経て正式契約に至る必要がある。2011年も並里成が同様の措置を適用し、琉球ゴールデンキングスと契約した。

## 備考
- この合同トライアウトに参加するだけでbjリーグ球団と契約する資格が得られる。そのため、毎年100名単位の参加者がおり、顔ぶれも元JBLの主力級やインカレ常連の大学を卒業見込みの選手からクラブチーム・ストリート出身者まで様々である。
- 2007-2008は、同シーズンより新規参入となる琉球ゴールデンキングス主催の沖縄プレ・トライアウトも行われた。あくまで沖縄から追加選考への関門ではなく追加選考へ向けてのテストである。
- また、海外でも外国人獲得を目的としたトライアウトを行っている。
- 一方、bjリーグ合同トライアウトは女子選手の参加も可能であり、契約に至った選手は現れなかったものの、2009年には元JOMOの花田有衣が女子として初めて一次選考を通過した